# Joeropsis coralicola
Joeropsis coralicola is een pissebed uit de familie Joeropsididae. De wetenschappelijke naam van de soort is voor het eerst geldig gepubliceerd in 1967 door Schultz & McCloskey.